# Olceclostera bifenestrata
Olceclostera bifenestrata is een vlinder uit de familie van de Apatelodidae. De wetenschappelijke naam van de soort is voor het eerst geldig gepubliceerd in 1912 door William Schaus.